# Château de Mareuil (Marne)
Pour les articles homonymes, voir Château de Mareuil.
Le château de Mareuil se situe sur la commune de Mareuil-sur-Ay, département de la Marne, (région Grand Est). Il est inscrit sur la liste des Monuments historiques.

## Histoire
Son histoire commence au milieu du XVIIIe siècle lorsque Jean-Baptiste-Nicolas Thomas de Pange, seigneur de Domangeville, troisième fils du Jean-Baptiste Thomas, marquis de Pange, reçoit en cadeau de mariage la seigneurie de Mareuil-sur-Aÿ. 
Désirant offrir à sa jeune épouse une belle demeure, il fait construire un premier château achevé en 1765 dans le plus pur style Louis XV, et de 1771 à 1774, il fait ajouter des parements de brique rouge en souvenir du château de Pange, le château de son enfance en Moselle.

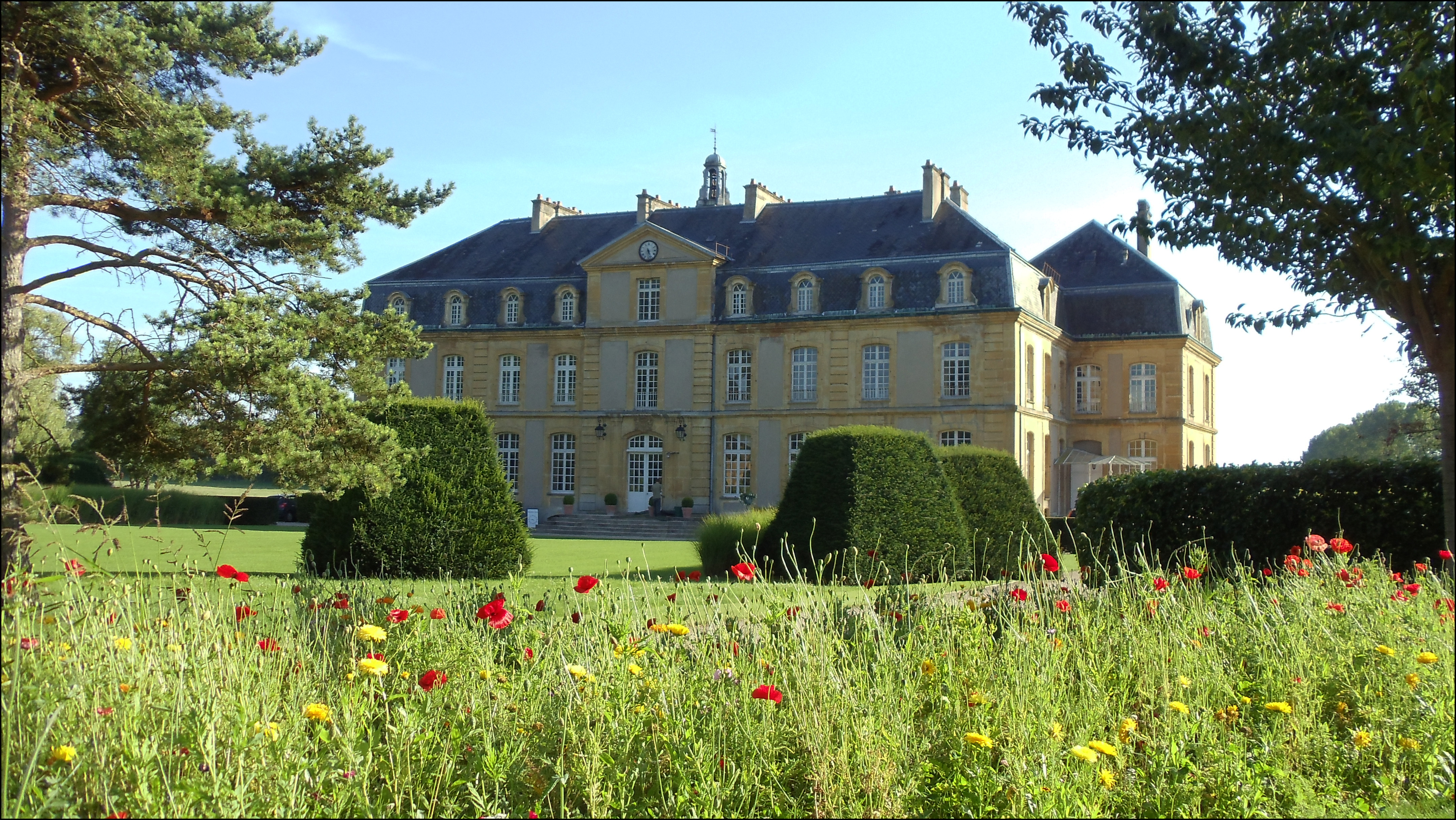
Château de Pange qui inspira la création de celui de Mareuil.

Après sa mort et celle de son épouse deux mois plus tard, leurs quatre enfants dont sa fille Anne-Louise de Domangeville qui épouse en 1779 son cousin le comte de Sérilly, continuent à vivre dans le château dans lequel ils reçoivent les membres de leur famille comme le chevalier de Pange dont Anne-Louise est très proche ainsi que les hommes politiques et les écrivains de leur temps comme le poète André Chénier ou le moraliste Joseph Joubert. 
Cependant, des dissensions familiales les amènent à vendre le domaine en 1788 au duc d'Orléans, (le futur « Philippe Égalité » guillotiné le 6 novembre 1793). 
Après la mort du prince, le château connait plusieurs propriétaires jusqu'à ce qu'en 1830, les deux fils du Maréchal Lannes, duc de Montebello, reprennent le domaine avec plus d'une centaine d'hectares de vignes. Ils créent le champagne Alfred de Montebello qui sera distribué jusqu'à la grande crise de 1929, reçoivent le tsar Nicolas II de Russie dans les années 1890.
La marque est rachetée à la barre du tribunal par René Chayoux, un jeune entrepreneur de Reims, qui reprendra aussi plus tard la marque Ayala. Après sa mort, le domaine passe aux mains de Jean-Michel Ducellier, son bras droit, puis à son fils Alain Ducellier qui le revendra à un homme d'affaires suisse, Jean-Jacques Frey, déjà propriétaire dans le Bordelais du Château La Lagune. Ce dernier met fin à la marque Montebello, puis vend Ayala à Bollinger mais conserve le château et le rénove entièrement.

## Architecture
Le Château de Mareuil a été construit entre 1771 et 1774 sur les plans de l'architecte Chevotet et se caractérise par un décor qui utilise la brique dans les chaînages et les encadrements de baies. Les communs sont construits sur un plan en U et leur aile nord a été modifiée à la fin du XIXe siècle. Le pigeonnier a été transformé en lieu d'accueil et deux pavillons ont été construits à l'entrée de la cour.
L'ensemble des communs destinés à la fabrication du champagne a été conservé, ainsi que les caves, et la tour centrale de la cour (ancienne administration du Champagne Montebello) et ses salons décorés.
Le château, les communs, le lieu d'accueil et deux pavillons ont été inscrits monument historique le 5 novembre 2003, ainsi que le parc, ses souterrains, sa glacière, sa clôture et sa grille, les deux potagers, leur enceinte et leur orangerie.

## Parc et jardins

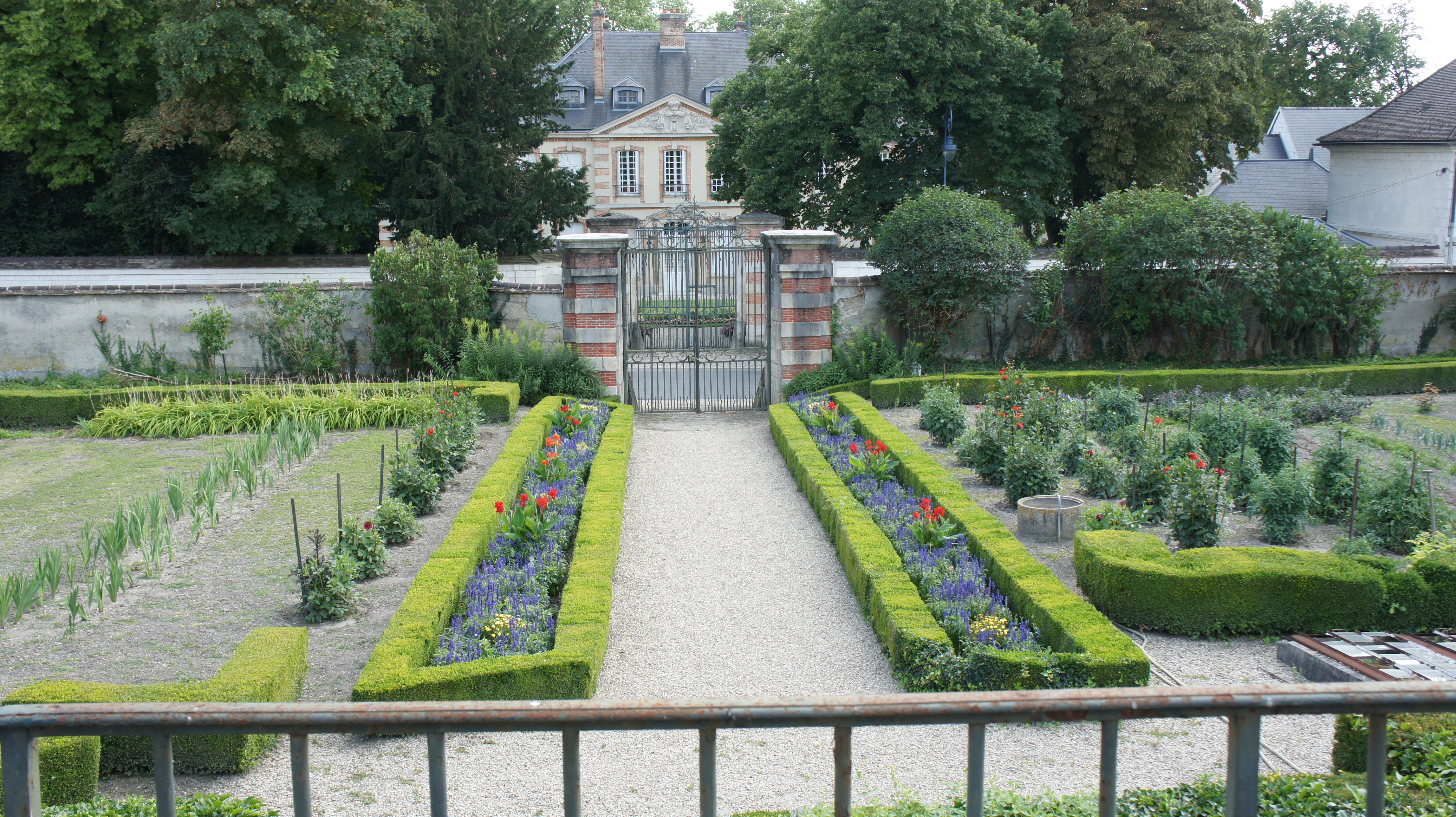
Vue du premier jardin du Château de Mareuil.
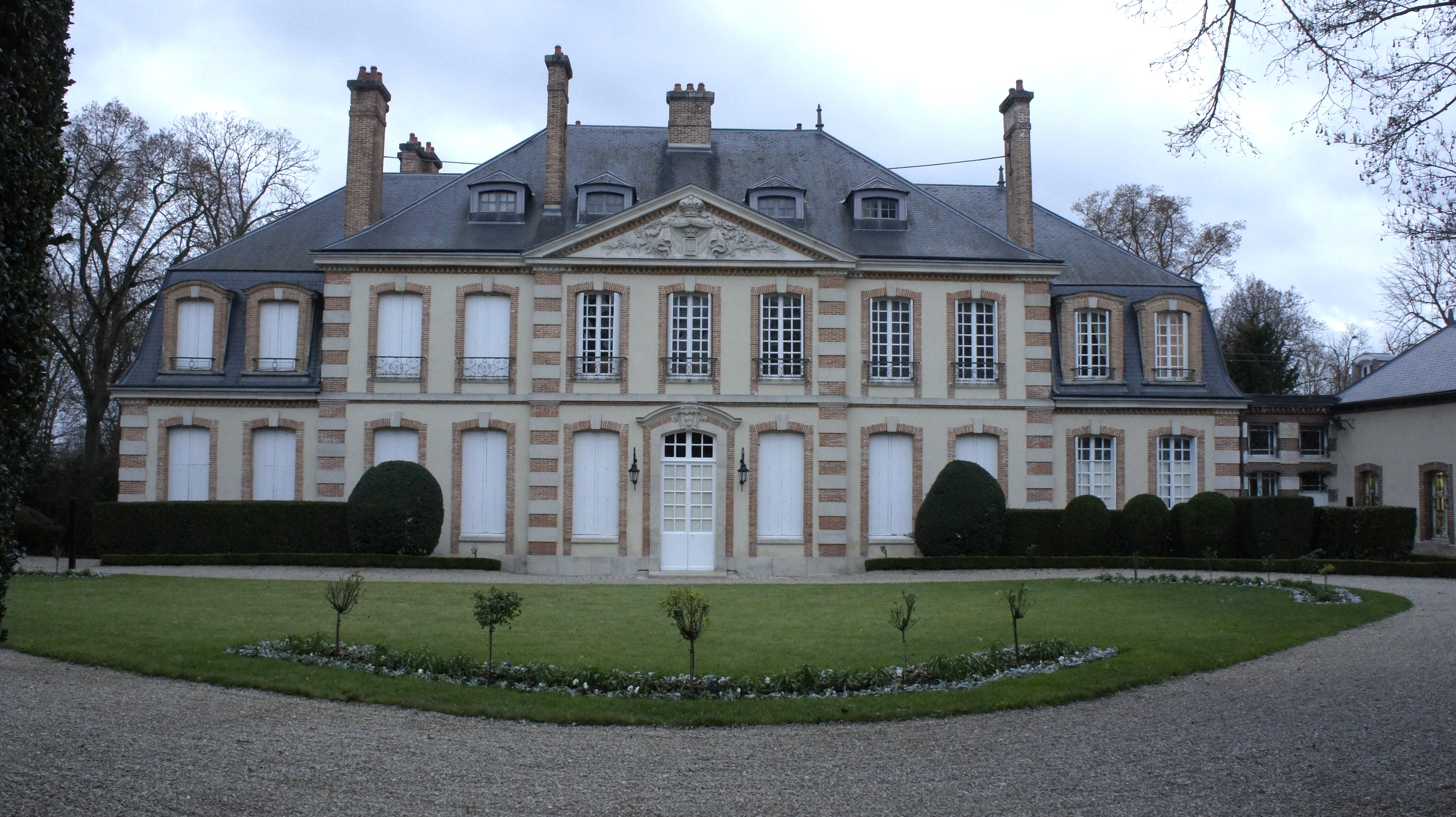
Façade sur rue avec les armes de Montebello.
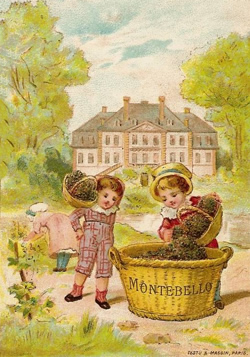
Le château sur une publicité de champagne,
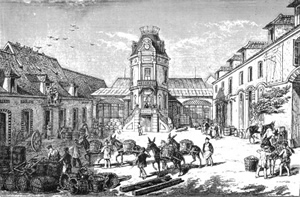
dépendances utilisée pour le champagne.

Les deux jardins potagers sont enclos de murs et datent de la fin du XVIIIe siècle. 
Le parc a été redessiné vers 1896 par le paysagiste Édouard Redont. Il comporte une glacière et une orangerie.